# Ricania lurida
Ricania lurida är en insektsart som beskrevs av Walker 1870. Ricania lurida ingår i släktet Ricania och familjen Ricaniidae. Inga underarter finns listade i Catalogue of Life.